# Dragan Đukić (Fußballspieler)
Dragan Đukić (* 15. Juli 1987) ist ein Schweizer ehemaliger Fussballtorhüter.

## Karriere
Der schweizerisch-serbische Doppelbürger begann seine Karriere beim FC Blue Stars Zürich und spielte dort in der E- und D-Jugend. Als 11-Jähriger wechselte er 1999 zum Grasshopper Club Zürich. Dort gelang ihm der Sprung in die Schweizer Jugendnationalmannschaften U16 und U18. Seit November 2006 ist er Mitglied im Kader der Schweizer U21-Nationalmannschaft.
Im Juli 2006 debütierte Đukić in der 1. Mannschaft der Grasshoppers und bestritt als Ersatzmann für Fabio Coltorti je ein Spiel im UI-Cup und in der Super League. Auch nach dem Weggang Coltortis blieb Đukić in der Saison 2007/08 zunächst Ersatztorhüter.
Zu Beginn der Saison 2008/09 wechselte er in die Challenge League zum FC Wohlen, bei dem er in der Vorrunde viermal zum Einsatz kam. Die Rückrunde 08/09 bestritt er jedoch bereits beim SC Kriens, bei dem er bis Ende 2010 bei insgesamt 39 Spielen zwischen den Pfosten stand. Durch seine dortigen Leistungen fiel er den Verantwortlichen des FC Thun auf, die ihn im Februar 2011 bis zum 30. Juni 2012 verpflichteten.